# Coryphaenoides ferrieri
Coryphaenoides ferrieri és una espècie de peix de la família dels macrúrids i de l'ordre dels gadiformes endèmic de l'oceà Antàrtic.
És un peix d'aigües profundes que viu entre 2525-3931 m de fondària. Els mascles poden assolir 60 cm de llargària total.